# Maria Peszek

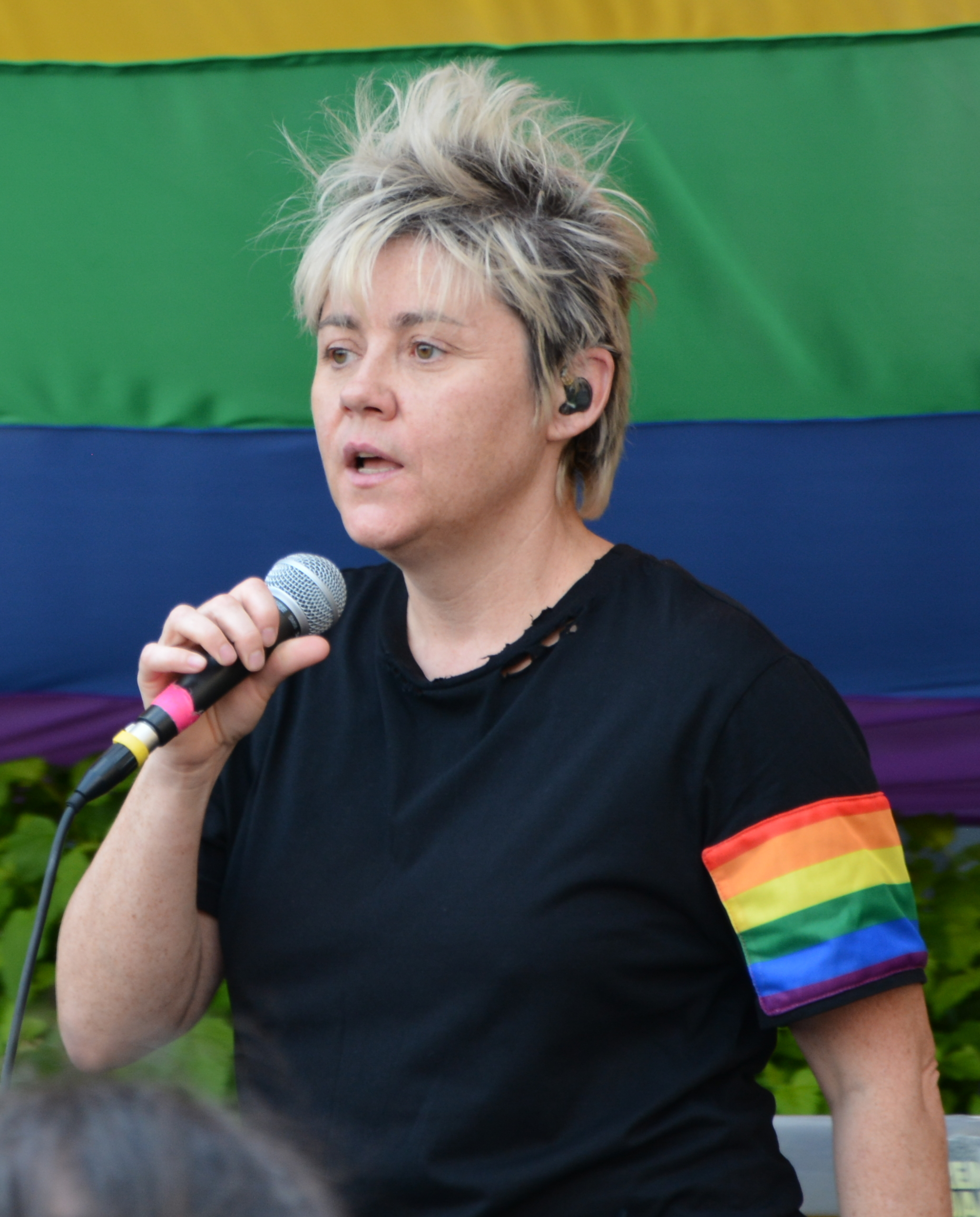
Maria Peszek (2021)

Maria Teresa Peszek (* 9. September 1973 in Wrocław) ist eine polnische Schauspielerin und Sängerin.

## Karriere
Maria Peszek machte 1996 ihren Abschluss an der Staatlichen Schauspielschule PWST in Krakau. Ihr Vater ist der Schauspieler und Regisseur Jan Peszek. Sie stand unter anderem im Nationaltheater in Warschau sowie im Teatr Słowackiego in Krakau auf der Bühne und spielte in mehreren Filmen und Fernsehserien mit.
Ihr erstes Album Miasto mania erschien 2005 und gewann den wichtigsten polnischen Musikpreis Fryderyk 2006 in den Kategorien Bestes Debüt und Beste Produktion. Für Maria Awaria (2008) erhielt sie 2009 erneut den Fryderyk für das Beste Album – alternative Musik und als Beste Texterin sowie den Paszport Polityki in der Kategorie Popmusik. Die explizite Auseinandersetzung mit dem Thema Sexualität in vielen ihrer Texte sorgte in Polen für Kontroversen. Das letzte Studioalbum Jezus Maria Peszek erschien 2012 und blieb vier Wochen auf Platz eins der polnischen Albumcharts.

## Diskografie

### Alben
- 2005: Miasto mania
- 2008: Maria Awaria
- 2012: Jezus Maria Peszek
- 2016: Karabin
- 2021: Ave Maria

### Livealben
- 2014: JEZUS is aLIVE

### Singles
- 2005: Moje miasto
- 2005: Nie mam czasu na seks
- 2006: Miły mój
- 2008: Ciało
- 2008: Rosół
- 2009: Muchomory
- 2011: Znajdziesz mnie znowu
- 2012: Padam
- 2012: Ludzie psy
- 2013: Sorry Polsko